# 地質學家嶺
地質學家嶺（英語：Geologists Range）是南極洲的山脈，位於露西冰川和尼姆羅德冰川源頭之間，全長約55公里，該冰川由新西蘭探險隊發現，現時由南極條約體系管理。
82°30′S 155°30′E / 82.500°S 155.500°E